# AD Andromedae
Désignations
AD Andromedae (en abrégé AD And) est une étoile binaire à éclipses de la constellation d'Andromède. Sa magnitude apparente varie de 11,2 à 11,82. Elle est classée comme une étoile variable de type Beta Lyrae avec une périodicité d'un jour.

## Système
Le système d'AD Andromedae se compose de deux étoiles proches sur la séquence principale avec un type spectral de A0V. Elles orbitent si près l'une de l'autre qu'elles ont une forme ellipsoïdale induite par leur interaction gravitationnelle.
La présence dans ce système d'un troisième corps d'une masse de 2,21 M☉ a été proposée. Cependant, il devrait apporter une contribution significative à la luminosité émise par le système, mais n'a pas encore été détecté. Une solution possible est celle de deux étoiles invisibles, mais moins massives et lumineuses, en orbite proche l'une de l'autre.

## Variabilité
Le plan orbital des deux étoiles est aligné sur notre ligne de visée, de sorte que chaque composant éclipse l'autre lorsqu'une étoile passe devant une autre étoile. AD Andromedae a un cycle qui se répète avec une période de 20 minutes inférieure à un jour.
Une variation cyclique de 14,3 ans dans la période orbitale du système binaire a été rapportée, et cela pourrait être un effet d'un autre corps en orbite dans ce système.